# Fysio
Een fysio is in de mycologie een systematische eenheid binnen een schimmelsoort, die niet is te onderscheiden op morfologische kenmerken. Bij schimmels kunnen fysio's voorkomen, die van elkaar verschillen doordat ze bepaalde resistenties bij plantenrassen van één of enkele waardplantsoorten hebben doorbroken. Bij aaltjes wordt van een pathotype gesproken en bij bacteriën van een (resistente) stam.
Fysio's treden vaak op als er een gen om gen relatie bestaat tussen de schimmel en de plant. Door veredeling wordt een plant resistent gemaakt, waarop de schimmel reageert met het vormen van een nieuw fysio, waardoor de schimmel de plant weer kan aantasten. Dit proces kan vertraagd worden door bij de bestrijding van de schimmel verschillende gewasbeschermingsmiddelen met elkaar af te wisselen of meerdere resistentiegenen door veredeling tegelijk in de plant in te bouwen.
Fysio's kunnen alleen van elkaar onderscheiden worden met een toetsplantenreeks, die uit rassen van dezelfde waardplantsoort bestaat met de verschillende resistenties tegen de schimmel. Ras A is bijvoorbeeld resistent tegen fysio 1 en vatbaar voor alle andere fysio's; ras B resistent tegen fysio 2 en vatbaar voor alle andere enz.
Fysio's komen o.a. voor bij:
- Bruine roest (Puccinia triticina) bij gewone tarwe
- Phytophthora bij aardappel
- Valse meeldauw bij sla
- Wolf bij spinazie
- Wratziekte bij aardappel
- Zwarte roest bij granen
- Gele roest bij granen